# Çukurçayır, Trabzon
Çukurçayır là một thị trấn thuộc huyện Trabzon, tỉnh Trabzon, Thổ Nhĩ Kỳ. Dân số thời điểm năm 2011 là 11.077 người.